# Bleistraße 2 a (Stralsund)

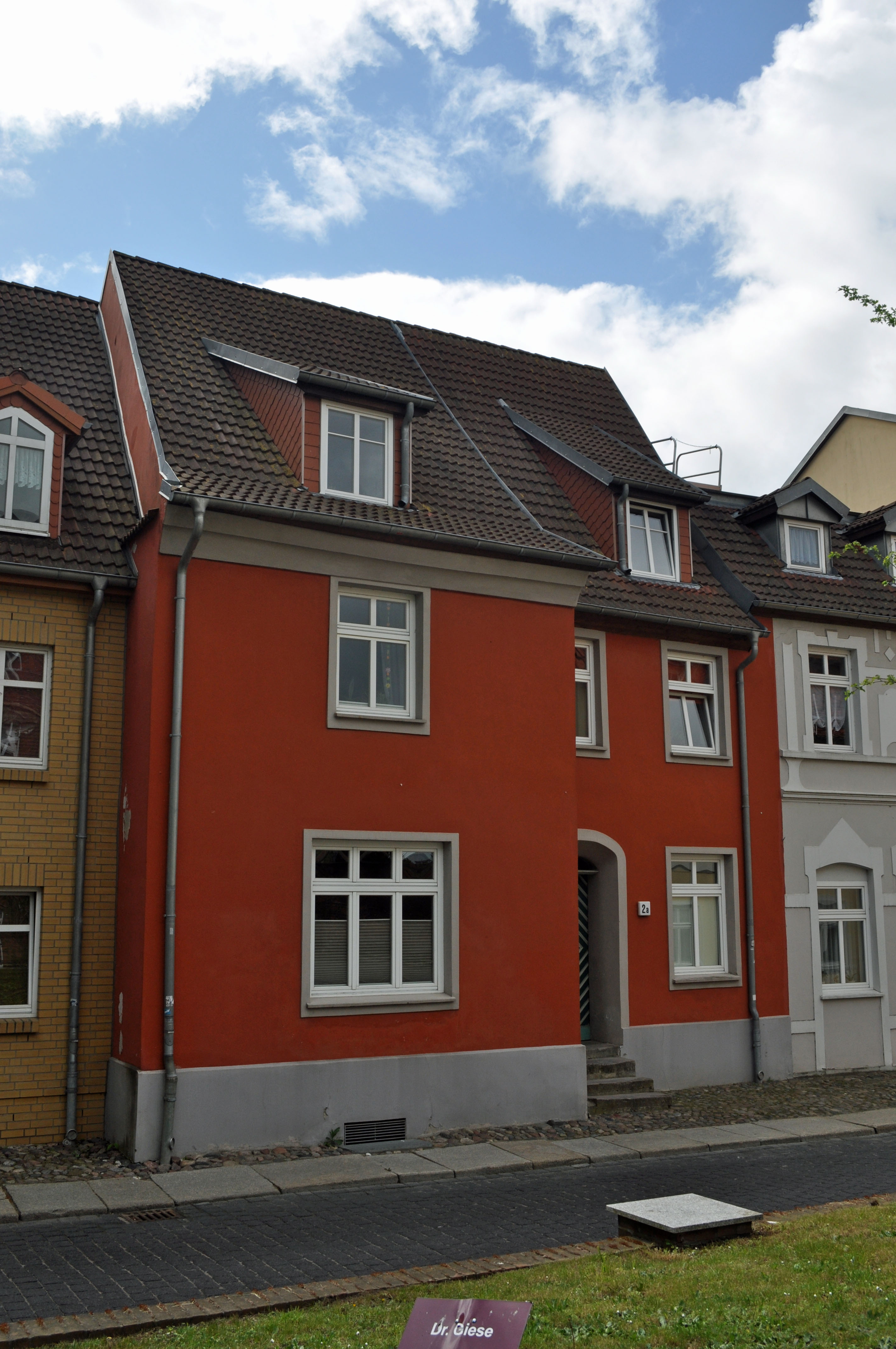
Das Haus Bleistraße 2 a in Stralsund (2012)

Das Haus mit der postalischen Adresse Bleistraße 2 a ist ein denkmalgeschütztes Gebäude in der Hansestadt Stralsund in der Bleistraße.
Das zweigeschossige, dreiachsige Haus wurde in der Mitte des 18. Jahrhunderts errichtet. Der traufständige Putzbau mit hohem Satteldach weist einen vorstehenden nördlichen Gebäudeteil auf. Die mittlere Achse beherbergt ein Portal mit Korbbogen und darin eine zweiflügelige, original erhaltene Haustür mit Rautenmuster.
Das Gebäude wird als Wohnhaus genutzt.
Das Haus liegt im Kerngebiet des von der UNESCO als Weltkulturerbe anerkannten Stadtgebietes des Kulturgutes „Historische Altstädte Stralsund und Wismar“. In die Liste der Baudenkmale in Stralsund ist es mit der Nummer 105 eingetragen.